# محسن محرك أقراص ويندوز
مُحسّن محرك أقراص ويندوز (الإنجليزية: Microsoft Drive Optimizer؛ سابقًا إلغاء تجزئة القرص (Disk Defragmenter)) هو برنامج خدمات في نظام ويندوز مُصممٌ لتجميع البيانات المجزأة على وحدة تخزين (مثل قرص ثابت أو جهاز تخزين) ليعمل بصورة أكثر فاعلية.
تحدث عملية التجزئة لوحدة تخزين مع مرور الوقت أثناء قيامك بحفظ الملفات أو تغييرها أو حذفها. عادة يتم حفظ التغييرات التي تقوم بحفظها إلى ملف في مكان مختلف على وحدة التخزين غير موقع الملف الأصلي. هذا لا يغير مكان ظهور الملف في مايكروسوفت ويندوز—ويتم تخزين معلومات البت التي تشكل الملف في وحدة التخزين الفعلية فقط. ومع مرور الوقت، يصبح كل من الملف ووحدة التخزين نفسها مجزئة، ومن ثم يعمل الكمبيوتر ببطء وهو يبحث في أماكن مختلفة لفتح ملف واحد.
ويعتبر «إلغاء تجزئة القرص» أداة لإعادة ترتيب البيانات على وحدة التخزين الخاصة بك وتوحيد البيانات المجزئة ليتمكن الكمبيوتر من التشغيل بفاعلية أكبر. وفي هذا الإصدار من مايكروسوفت ويندوز، يتم تشغيل «إلغاء تجزئة القرص» حسب جدول لتتجنب الحاجة إلى تذكر تشغيله، على الرغم من أنه يظل بإمكانك تشغيله يدويًا أو تغيير الجدول المستخدم.
جدولة إلغاء تجزئة القرص ليتم تشغيله بصفة منتظمة
يقوم «إلغاء تجزئة القرص» بإعادة ترتيب البيانات المجزئة على وحدة تخزين (مثل قرص ثابت أو جهاز تخزين) ليعمل بصورة أكثر فاعلية. لمزيد من المعلومات، راجع ما هو إلغاء تجزئة القرص؟
في ويندوز 7، يتم تشغيل «إلغاء تجزئة القرص» عند فترات زمنية منتظمة عندما يتم تشغيل الكمبيوتر، لتتجنب الحاجة إلى تذكر تشغيله. وتتم الجدولة للتشغيل مرة كل أسبوع في ساعة مبكرة من الصباح. ومع هذا، يمكنك تغيير الطريقة التي عادة يتم بها تشغيل «إلغاء تجزئة القرص»، وفي أي وقت من اليوم.
1.افتح 'أداة إلغاء تجزئة القرص' بالنقر فوق الزر ابدأ. في مربع البحث، اكتب أداة إلغاء تجزئة القرص ثم في قائمة النتائج، انقر فوق أداة إلغاء تجزئة القرص. إذا تم مطالبتك بإدخال كلمة مرور مسئول أو تأكيدها، اكتب كلمة المرور أو قم بتأكيدها.
2.انقر فوق تكوين الجدول الزمني، ثم قم بأي مما يلي:
- لتغيير المدة الزمنية الفاصلة لتشغيل «إلغاء تجزئة القرص»، انقر فوق القائمة الموجودة بجانب معدل التكرار، ثم انقر فوق يومي أو أسبوعي أو شهري.
- إذا تم تعيين معدل التكرار إلى أسبوعي أو شهري، انقر فوق القائمة الموجودة بجانب يوم لاختيار يوم من الأسبوع أو الشهر ترغب في أن يتم تشغيل «إلغاء تجزئة القرص» به.
- لتغيير وقت اليوم الذي يتم تشغيل «إلغاء تجزئة القرص»، انقر فوق القائمة الموجودة بجانب الوقت، ثم اختر الوقت.
- لتغيير وحدات التخزين التي تمت جدولتها لإلغاء التجزئة، انقر فوق تحديد الأقراص، ثم اتبع الإرشادات.

3.انقر فوق موافق.

## تحسين الأداء بإلغاء تجزئة القرص الثابت
تؤدي التجزئة إلى جعل القرص الثابت يقوم بعمل إضافي مما قد يؤدي إلى إبطاء الكمبيوتر. يمكن أيضاً أن تؤثر التجزئة في أجهزة التخزين القابلة للنقل مثل محركات أقراص يو إس بي المحمولة. تعيد أداة إلغاء تجزئة القرص الثابت ترتيب البيانات المجزأة حتى تستطيع الأقراص أن تعمل بشكل أكثر كفاءة. يتم تشغيل أداة إلغاء تجزئة القرص حسب جدول زمني، إلا أنه يمكن أيضاً تحليل الأقراص ومحركات الأقراص وإلغاء تجزئتها يدوياً.